# Cupra Tavascan
La Cupra Tavascan est un SUV coupé 100 % électrique du constructeur automobile espagnol Cupra présenté en avril 2023 et commercialisé en juin 2024.
Une version rebadgée et très légèrement redessinée est commercialisée en Chine sous le nom de Volkswagen ID. UNYX.

## Présentation

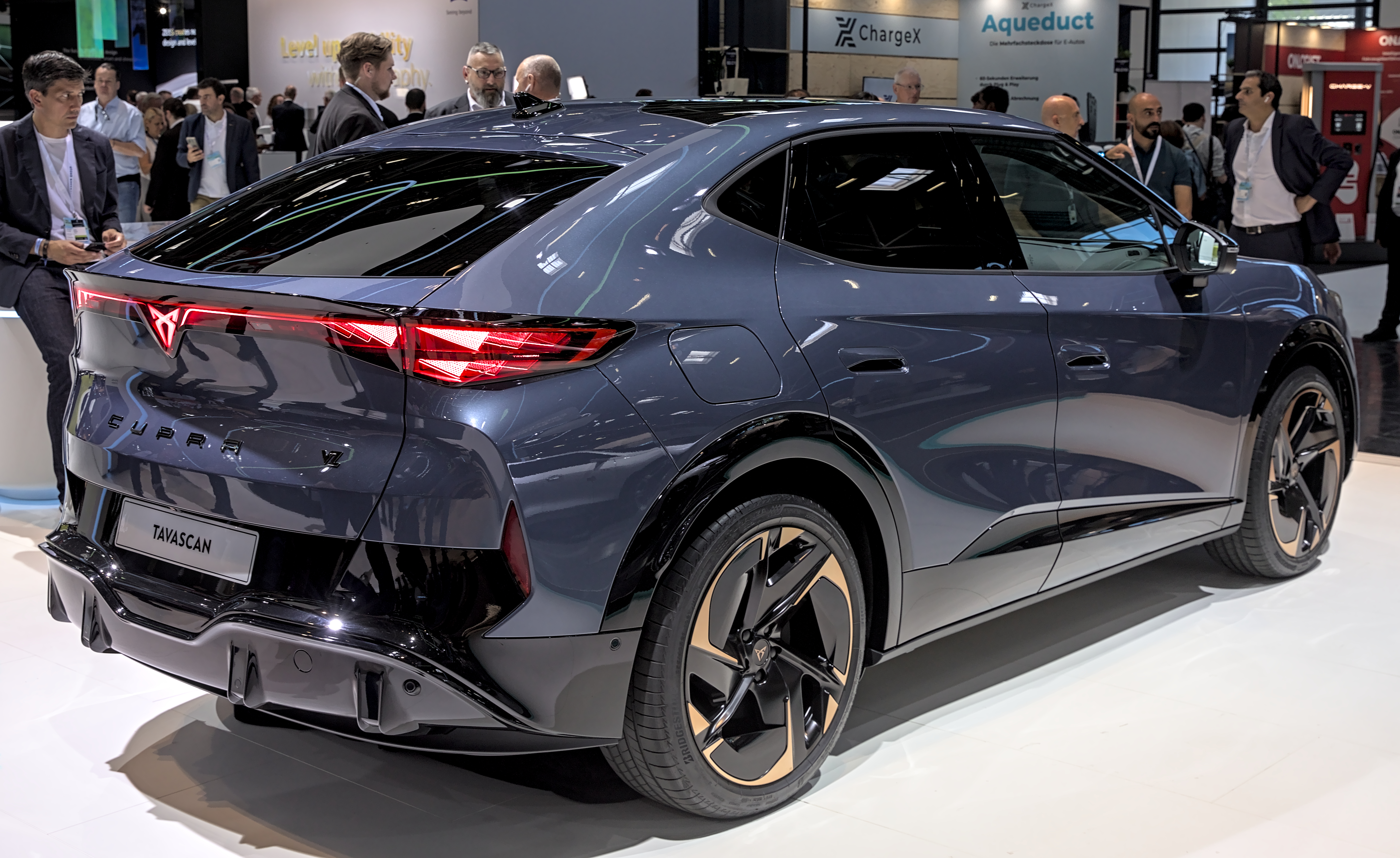
Cupra Tavascan.

La Cupra Tavascan est dévoilée à Berlin le 21 avril 2023, pour une commercialisation début 2024. Elle est conçue et développée à Barcelone et produite en Chine dans l'usine Volkswagen de la province d'Anhui. Il s'agit du premier véhicule Seat / Cupra à être fabriqué en Chine et à être exclusivement fabriqué hors d'Europe.
Elle est présentée en septembre 2023 au salon de l'automobile de Munich.

## Caractéristiques techniques
La Tavascan repose sur la plateforme technique MEB dédiée aux véhicules électriques du groupe Volkswagen et sur la structure de sa cousine Volkswagen ID.5.
L'intérieur de la Tavascan inclut un écran tactile dont la taille peut atteindre 15 pouces (versions hautes).

### Motorisation
Le SUV Tavascan dans sa version Endurance profite du nouveau moteur électrique (code moteur APP550), inauguré par la Volkswagen ID.7, installé sur l'essieu arrière délivrant 210 kW. La version sportive VZ reçoit de plus un moteur électrique de 80 kW sur l'essieu avant lui procurant une transmission intégrale et une puissance totale de 340 ch
Le Tavascan dispose de 5 modes de conduite possibles : Range, Comfort, Performance, Cupra, Individual, et un supplémentaire Traction sur la VZ.

### Batterie
La Tavascan est disponible avec une unique batterie Lithium-ion d'une capacité de 77 kWh, permettant une autonomie de 517 km à 547 km selon la motorisation.
| Logo de Cupra               | Cupra Tavascan | Cupra Tavascan                     |
| Logo de Cupra               | Endurance      | VZ                                 |
| --------------------------- | -------------- | ---------------------------------- |
| Puissance moteur (kW)       | arrière : 210  | arrière : 210 avant : 80           |
| Puissance maximale (ch)     | 286            | 340                                |
| Couple maximal (N m)        | 545            | arrière : 545 avant : 134 cumulé : |
| Vitesse maximale (km/h)     | 180            |                                    |
| 0-100 km/h (s)              | 6,8            | 5,6                                |
| Consommation (kWh/100 km)   |                |                                    |
| Transmission                | Propulsion     | Intégrale (Dual motor)             |
| Masse à vide (kg)           |                | 2273                               |
| Batterie                    |                |                                    |
| Type                        | Lithium Ion    | Lithium Ion                        |
| Capacité brute (kWh)        | 77             | 77                                 |
| Poids (kg)                  |                |                                    |
| Autonomie (WLTP) (km)       | 547            | 522                                |
| Temps de recharge           |                |                                    |
| sur une prise domestique    |                |                                    |
| sur une Wallbox 11 kW       |                |                                    |
| sur une borne rapide 125 kW |                |                                    |

## Finitions

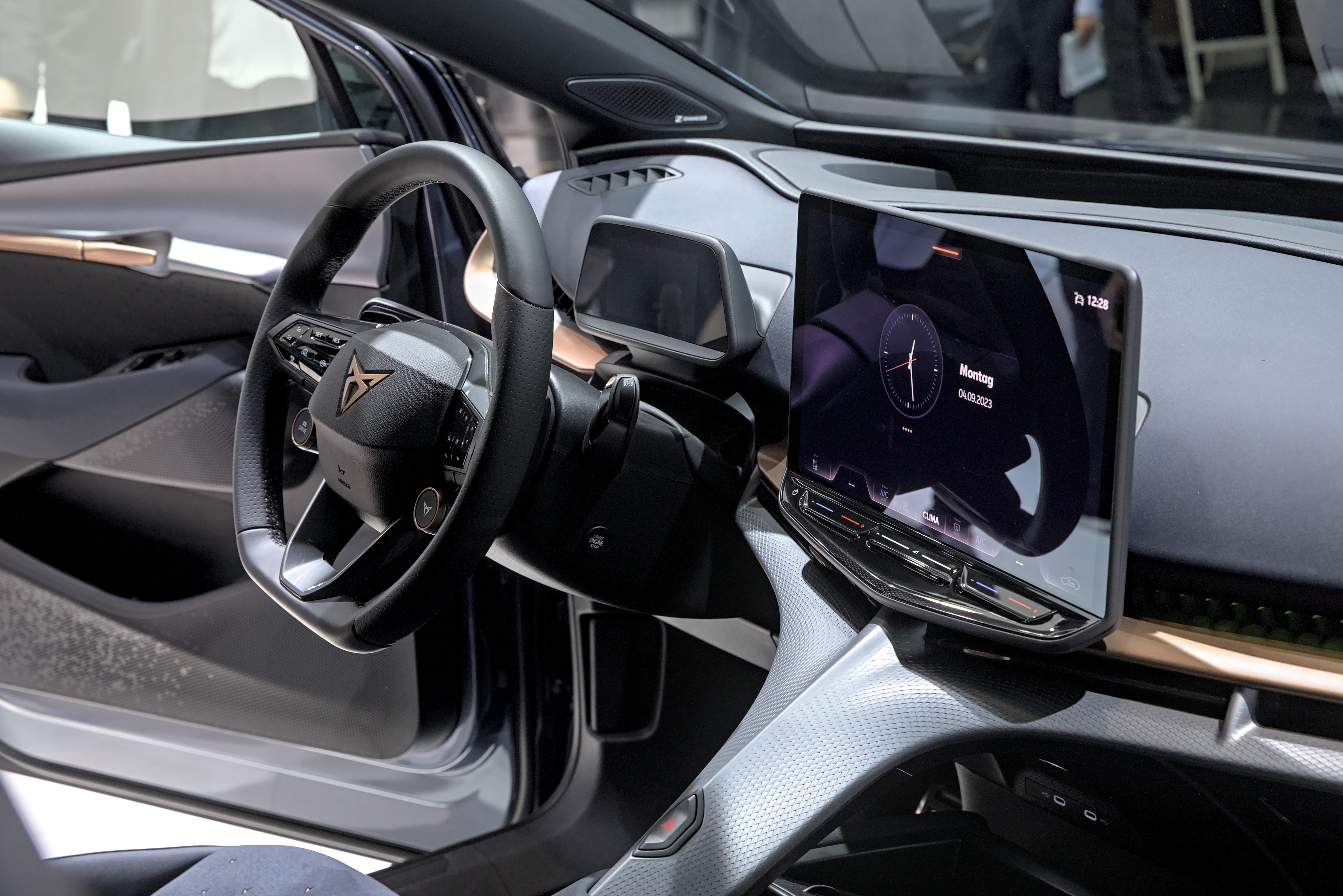
Intérieur.

- Endurance (286 ch)
- VZ (340 ch)

### Packs
La Cupra Tavascan peut recevoir quatre packs selon les versions :
- Immersive (option sur V, série sur VZ) :
  - caméra à 360° ;
  - double plancher dans le coffre ;
  - jantes en alliage de 20 pouces ;
  - l’accoudoir central arrière avec trappe à skis ;
  - pack ambien light XL ;
  - sièges avant électriques et chauffants ;
  - sièges baquets bleu pétrole en suédine recyclée ;
  - système audio Sennheiser ;
  - rétroviseurs extérieur rabattables électriquement.

- Adrenaline (option sur V, série sur VZ) : (Immersive +)
  - affichage tête-haute avec la réalité augmentée ;
  - alarme antivol ;
  - amortissement DCC Sport ;
  - jantes en alliage de 21 pouces ;
  - phares matrix LED ;
  - toit panoramique.

- Extreme (indisponible sur V, option sur VZ) :
  - jantes en alliage forgée de 21 pouces ;
  - pneumatiques performance ;
  - sièges avant CUP Bucket électriques chauffants et ventilés.

- Hiver (option sur V et VZ) :
  - pare-brise chauffant ;
  - pompe à chaleur ;
  - sièges avant et arrière chauffants.

## Concept car

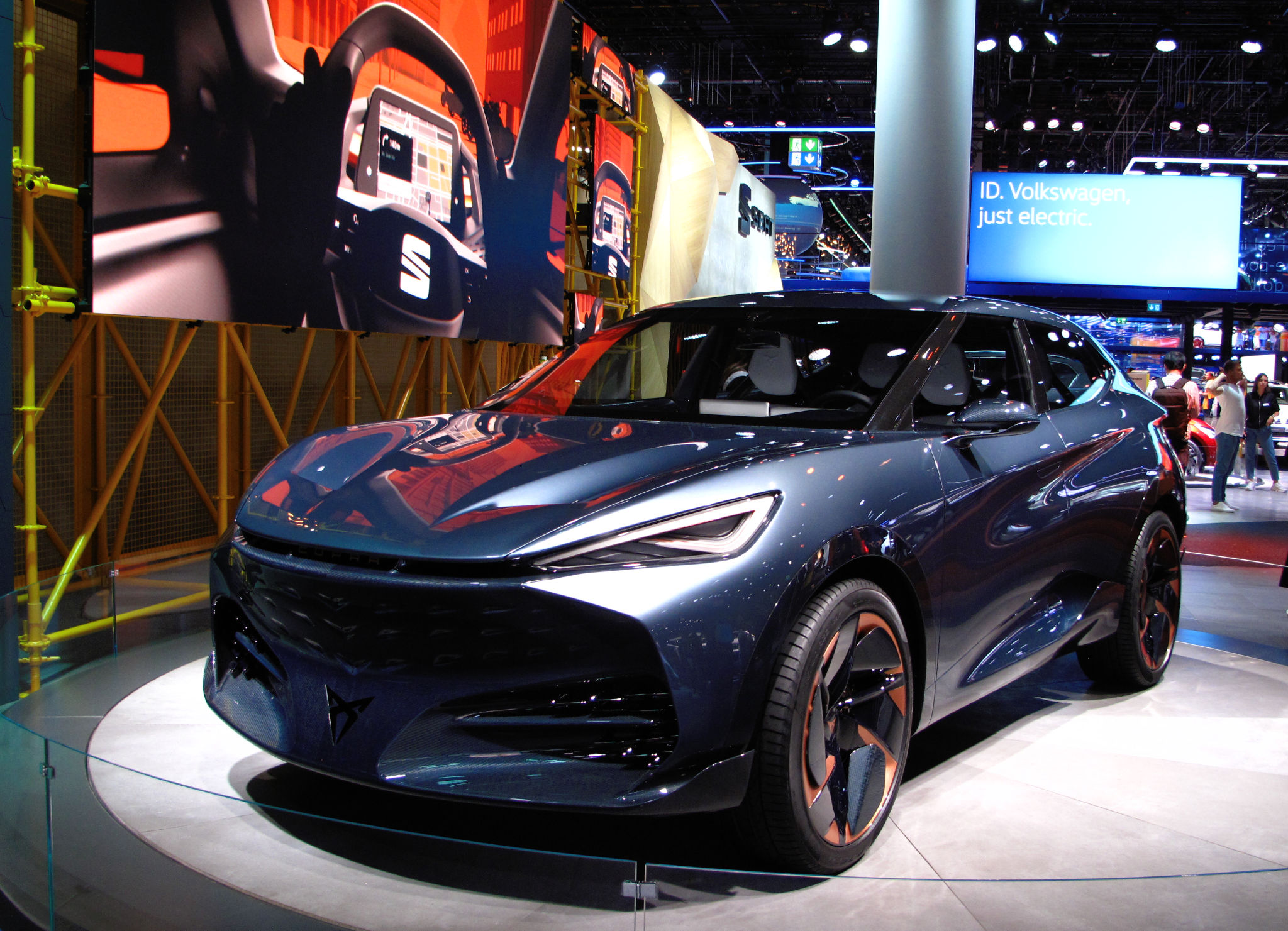
Cupra Tavascan Concept à l'IAA 2019.

La Cupra Tavascan est préfigurée par le concept car Cupra Tavascan Concept présenté au salon de l'automobile de Francfort 2019.

## Ventes
Le véhicule a un objectif commercial annoncé à 70 000 unités annuelles.